# Семиколенных, Николай Львович
Николай Львович Семиколенных (род. 24 декабря 1932 года) — советский и российский тренер и преподаватель по лёгкой атлетике. Заслуженный тренер РСФСР (1969). Кандидат педагогических наук (1977).

## Биография
Николай Львович Семиколенных родился 24 декабря 1932 года в деревне Ежи Шабалинского района Кировской области. В 1958 году окончил Краснознаменный военный институт физической культуры и спорта имени В. И. Ленина.
В 1977 году защитил диссертацию на тему «Исследование оптимального режима двигательной деятельности десятиборцев на соревнованиях» и получил степень «кандидат педагогических наук». В 1993 году стал профессором. В настоящее время является заведующим кафедрой лёгкой атлетики Московской государственной академии физической культуры.
За годы тренерской работы Николай Львович подготовил 12 мастеров спорта в легкоатлетических многоборьях, а также мастера спорта СССР международного класса Бориса Иванова — двукратного призёра чемпионатов СССР (1972, 1973), рекордсмена СССР в десятиборье, участника Олимпийских игр 1972 года.

## Награды и звания
- Почётное звание «Заслуженный тренер РСФСР» (1969).
- Почётное звание «Заслуженный работник физической культуры Российской Федерации» (2003)[5].
- Почётное звание «Заслуженный преподаватель МГАФК».